# کیرشبرگ این تیرول
کیرشبرگ ین تیرول (به آلمانی: Kirchberg in Tirol) یک منطقهٔ مسکونی در اتریش است که در کیتسبول واقع شده‌است. کیرشبرگ ین تیرول ۹۷٫۷۶ کیلومتر مربع مساحت دارد ۸۳۷ متر بالاتر از سطح دریا واقع شده‌است.